# Brehy
Brehy (em húngaro: Magasmart; alemão: Hochstein) é um município da Eslováquia, situado no distrito de Žarnovica, na região de Banská Bystrica. Tem 12,36 km² de área e sua população em 2018 foi estimada em 1.038 habitantes.

## Demografia
| Ano:        | 1994 | 2004 | 2014   | 2024   |
| ----------- | ---- | ---- | ------ | ------ |
| Broj ljudi: | 0    | 1118 | 1052   | 977    |
| Razlika:    |      | –    | -5,90% | -7,12% |

| Ano:               | 2023 | 2024   |
| ------------------ | ---- | ------ |
| Número de pessoas: | 997  | 977    |
| Diferença:         |      | -2,00% |